# Castlevania Judgment
Castlevania Judgment, in Giappone Akuma jō: Judgment (悪魔城ドラキュラ ジャッジメント?, Akumajō Dorakyura: Jajjimento), è un videogioco picchiaduro in 3D sviluppato da Konami per la console Nintendo Wii. Il gioco fa parte della serie Castlevania, del quale riprende personaggi e ambientazioni, ma non il genere di gioco, tradizionalmente in stile platform.

## Trama
Come ogni picchiaduro tradizionale, ogni personaggio possiede una storia differente. Dopo una breve introduzione differente per ogni personaggio, si arriva all'incontro fra il suddetto e Aeon, un viaggiatore nel tempo che ci rivela d'essere stati trasportati in una frattura temporale. Lo scopo della storia è superare tutte le prove (battere in combattimento tutti gli avversari) per poter prendere le tredici chiavi-anima, con le quali Aeon potrà rivelare la verità dietro la frattura. Dopo aver completato la storia con tutti i personaggi avremo la possibilità di ripercorrere nuovamente la storia con essi per incontrare un'ultima volta Aeon, il quale metterà alla prova il prescelto e affidargli la missione di salvare il corso del tempo dal Mietitore del tempo, un temibile nemico di diecimila anni del futuro e servo di Galamoth, un potente demone che vuole distruggere questa era per eliminare Dracula e prendere il suo trono. Dopo aver sconfitto il Mietitore del tempo verrà mostrato un evento futuro del personaggio scelto.

## Modalità di gioco
Castlevania Judgment presenta scenari in tre dimensioni, e i controlli sfruttano il sensore di movimento del Wii Remote e del Nunchuk(è possibile usare anche il controller tradizionale e quello per gamecube). Il Wii Remote viene utilizzato per tutti gli attacchi, inclusi quelli base, le armi secondarie e quelle primarie (agitando il controller), mentre il Nunchuk viene utilizzato per muovere il personaggio nello scenario e per difendersi. Il giocatore può inoltre muoversi liberamente in ogni direzione, simile a quanto accade nel gioco Power Stone.
Ogni personaggio utilizza diverse armi e diversi tipi di armi secondarie disponibili in base allo scenario e alla sua interattività. Inoltre, i personaggi possono usare delle trappole o usare dei mostri nello scenario per attaccare gli avversari. Il giocatore potrà fare utilizzo della Nintendo Wi-Fi Connection per effettuare delle sfide online, e potrà anche connettersi col gioco per Nintendo DS Castlevania: Order of Ecclesia in modo da sbloccare contenuti bonus in entrambi i giochi.

## Personaggi giocabili
In Judgement sono presenti 13 personaggi giocabili, eroi e boss dalla serie di Castlevania, più uno originale, Aeon, per un totale di 14.
- Aeon (personaggio originale)
- Alucard (Dracula's Curse)
- Carmilla (Simon's Quest)
- Cornell (Legacy of Darkness)
- Dracula (Castlevania)
- Eric Lecarde (Bloodlines)
- Golem (Haunted Castle)
- Grant Danasty (Dracula's Curse)
- Maria Renard (Rondo of Blood)
- Morte (Castlevania)
- Sypha Belnades (Dracula's Curse)
- Shanoa (Order of Ecclesia)
- Simon Belmont (Castlevania)
- Trevor Belmont (Dracula's Curse)

## Sviluppo
Konami ha registrato il gioco all'ufficio di trademark degli Stati Uniti l'11 aprile del 2008.. Il game designer Koji Igarashi cominciò a pianificare la struttura del gioco per Wii, e volle utilizzare il sensore di movimento del controller. Implementare questo tipo di controlli in un gioco d'avventura sarebbe stato però molto stancante, visto che il gioco avrebbe richiesto l'utilizzo prolungato della frusta, perciò si optò per il genere picchiaduro. Il gioco si incentra soprattutto nel creare l'atmosfera Goth tipica della serie. Igarashi ha descritto il processo di creare una modalità multiplayer come una vera e propria sfida. Il team di design ha lavorato accuratamente alla grafica del gioco, specialmente nelle texture, insieme ad alcuni designer che avevano lavorato precedentemente su Eledees e Dewy's Adventure. Gli artwork del gioco, che ricordano Death Note, sono opera di Takeshi Obata.

## Accoglienza
Le reazioni iniziali all'annuncio che il gioco sarebbe stato un picchiaduro furono di shock e scetticismo. Lo staff di IGN, dopo avere provato la versione beta all'E3, aveva affermato che il gioco fosse promettente mentre il sito Kombo.com aveva giudicato poco azzeccato il design dei personaggi ad opera di Takeshi Obata, descrivendolo come inadeguato perché troppo simile a Death Note, e lontano dal canone dei personaggi della serie di Castlevania.
Dopo l'uscita, le recensioni in genere non hanno premiato il nuovo titolo Konami, che spesso è stato giudicato insufficiente. Nonostante il 7,5/10 assegnato da IGN, Castlevania Judgment ha ottenuto molti giudizi negativi da parte della stampa: 1UP.com gli ha assegnato D-, criticandone sia la parte artistica che la visuale di gioco, descritta come "disorientante". Su GameSpot ha ricevuto 3.0 su 10,mentre su GameSpy ha ottenuto 1.5 su 5. Sull'aggregatore di recensioni Metacritic ha una media del 47%.